# Debit źródła
Debit źródła (wydajność źródła, wydatek źródła) - pojęcie z dziedziny hydrologii, oznaczające ilość wody wypływająca z podziemnego źródła w jednostkach objętości na jednostkę czasu (np. w decymetrach sześciennych na sekundę). Jest jednym z podstawowych parametrów charakteryzujących źródło. Przyjęty jest podział wydajności źródeł na 8 klas  o wartościach od poniżej 0,01 dm3/s do ponad 10.000 dm3/s. Debit źródła zależy od: pojemności wodnej zbiornika, przepuszczalności utworów skalnych, wielkości opadów atmosferycznych i ich rozkładu w czasie i od ciśnienia hydrostatycznego.